# Giri al minuto
I giri al minuto (indicati con giri/min o r/min, RPM) (dall'inglese revolutions per minute o dall'italiano rotazioni per minuto), sono un'unità di misura della velocità di rotazione, pari al numero di giri o cicli compiuti in un minuto da un oggetto o dagli organi rotanti di una macchina. 
Un giro di rotazione è equivalente a 1/60 hertz. Questa unità di misura, più intuitiva di quella espressa in radianti al secondo, non appartiene però al Sistema internazionale.

## Unità di misura e conversioni

### Simboli usati
Sono diffusi nella pratica vari simboli che cambiano anche a seconda della lingua pur indicano la stessa grandezza. Se ne riportano qui i più usati:
- rev/min, r/min, rpm, RPM (ingl. «revolutions per minute»)
- giri/min, giri×min−1, 1/min, giri/1′ (sebbene «1′» indichi il minuto d'angolo e non di tempo)
- tr/min, tr·min−1, tpm (fr. «tours par minute»),
- U/min o UpM (ted. «Umdrehungen pro Minute»).

### Sistema internazionale di unità di misura
In accordo con il Sistema internazionale di misura (S.I.), giri/min non è un'unità, poiché la parola giri è un'annotazione semantica piuttosto che un'unità. Le annotazioni vanno invece fatte come pedici dei simboli delle formule, se necessario. Per far capire il significato della grandezza fisica misurata sarebbe consigliabile usare f per la frequenza e ω per la velocità angolare.

### Conversioni
Le corrispondenti unità S.I. sono s−1 o Hz per la frequenza e i rad/s per la velocità angolare, le conversioni sono:
{\displaystyle {\begin{aligned}1~{\tfrac {\text{rad}}{\text{s}}}&={\tfrac {1}{2\pi }}~{\text{Hz}}\\&={\tfrac {30}{\pi }}~{\tfrac {\text{giri}}{\text{min}}}\end{aligned}}\qquad {\begin{aligned}1~{\tfrac {\text{giro}}{\text{min}}}&={\tfrac {1}{60}}~{\text{Hz}}\\&={\tfrac {\pi }{30}}~{\tfrac {\text{rad}}{\text{s}}}\end{aligned}}\qquad {\begin{aligned}1~{\text{Hz}}&=2\pi ~{\tfrac {\text{rad}}{\text{s}}}\\&=60~{\tfrac {\text{giri}}{\text{min}}}\end{aligned}}}
Sebbene la velocità angolare e la frequenza abbiano le stesse dimensioni di s−1 o hertz, la prima non è espressa in hertz, ma in unità angolari rad/s. Quindi un disco che ruota a 60 rpm si dice che ruota sia a 2π rad/s sia a 1 Hz, dove nel primo caso si indica la velocità angolare e nel secondo il numero di rotazioni nell'unità di tempo (la frequenza appunto). La conversione tra frequenza f in hertz, la velocità angolare ω in radianti al secondo e il numero di rotazioni al minuto N è: {\displaystyle \omega =2\pi f={\tfrac {\pi }{30}}N}.
|                                                      | {\displaystyle {\tfrac {\text{giri}}{\text{min}}}} | °/s                                  | °/min                                          | {\displaystyle {\tfrac {\text{rad}}{\text{s}}}} | Hz                                          |
| {\displaystyle 1~{\tfrac {\text{giro}}{\text{min}}}} | 1                                                  | 6                                    | 360                                            | {\displaystyle {\tfrac {\pi }{30}}}             | {\displaystyle {\tfrac {1}{60}}}            |
| 1 °/s                                                | {\displaystyle {\tfrac {1}{6}}}                    | 1                                    | 60                                             | {\displaystyle {\tfrac {\pi }{180}}}            | {\displaystyle {\tfrac {1}{360}}}           |
| 1 °/min                                              | {\displaystyle {\tfrac {1}{360}}}                  | {\displaystyle {\tfrac {1}{60}}}     | 1                                              | {\displaystyle {\tfrac {\pi }{\text{10 800}}}}  | {\displaystyle {\tfrac {1}{\text{21 600}}}} |
| {\displaystyle 1~{\tfrac {\text{rad}}{\text{s}}}}    | {\displaystyle {\tfrac {30}{\pi }}}                | {\displaystyle {\tfrac {180}{\pi }}} | {\displaystyle {\tfrac {\text{10 800}}{\pi }}} | 1                                               | {\displaystyle {\tfrac {1}{2\pi }}}         |
| 1 Hz                                                 | 60                                                 | 360                                  | 21 600                                         | 2π                                              | 1                                           |

## Uso

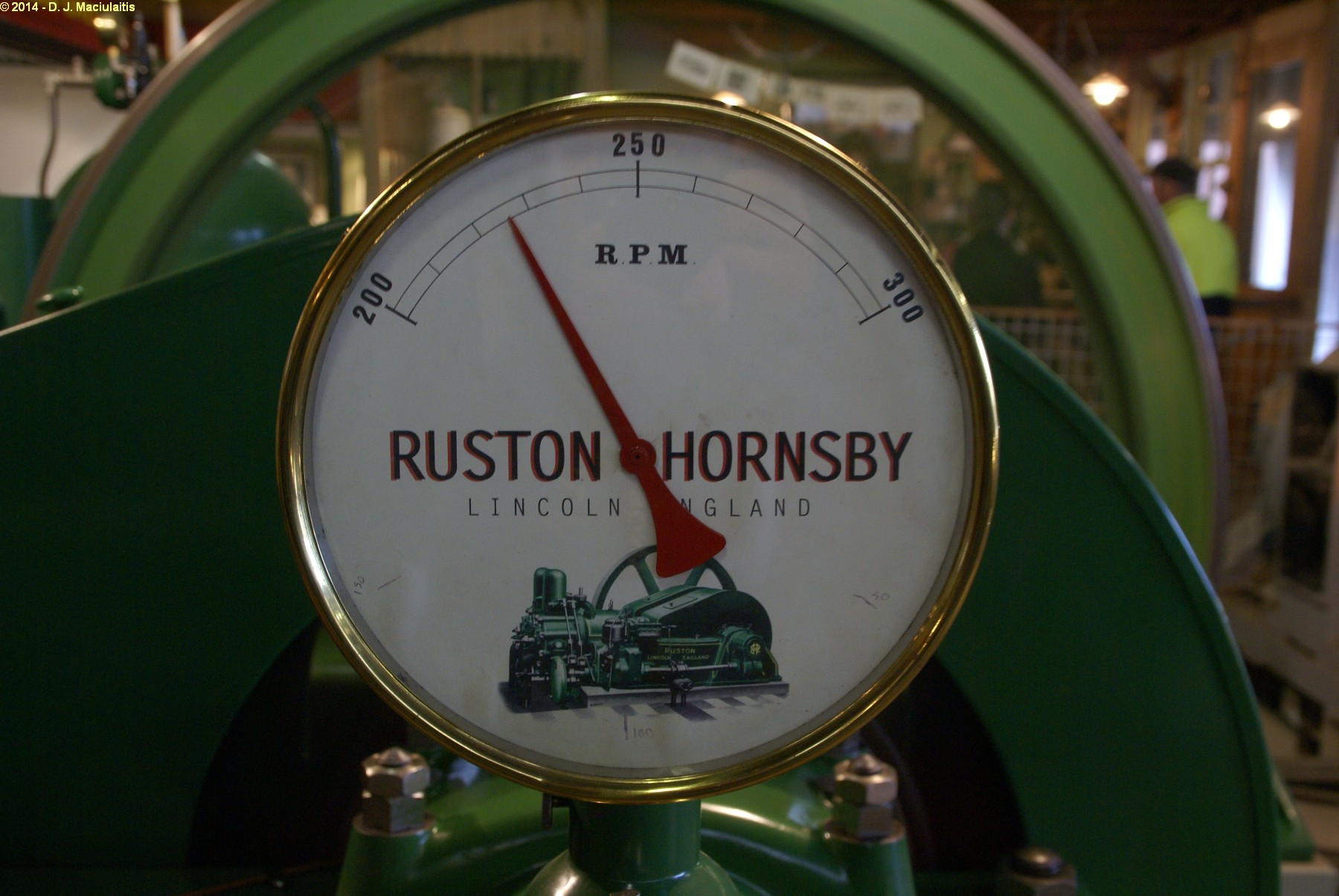
Contagiri di un motore ad olio combustibile Ruston & Hornsby che indica circa 225 RPM.

Nel campo della meccanica è utilizzata per indicare la velocità di rotazione di macchine sia motrici che operatrici dotate di un asse di rotazione. Particolarmente evidente è il contagiri delle autovetture che riporta il numero di giri dell'asse del motore a combustione interna in migliaia o centinaia di giri/min, tale indicazione può essere d'aiuto per effettuare un cambio di marcia ottimale. Nel campo dell'elettronica e informatica è usato stesso per indicare la velocità di rotazione della ventola di raffreddamento della CPU o anche la velocità di rotazione del disco rigido, che fornisce indicazioni sul tempo di accesso ai dati, più è alta minore sarà il tempo di attesa. Ancora nel campo dell'ingegneria elettrica è usata per indicare la velocità di rotazione di motori e generatori di corrente elettrica (ad esempio gli alternatori).

### Numero di giri di un motore elettrico
Il numero di giri N di un motore elettrico sincrono e quello in condizioni di sincronismo di un motore asincrono è spesso espresso in numero di giri al minuto e può calcolarsi nel seguente modo:
{\displaystyle N\ \left[{\tfrac {\text{giri}}{\text{min}}}\right]=60\left[{\tfrac {\text{s}}{\text{min}}}\right]\times {\frac {f\ [\mathrm {Hz} ]}{p}}}
dove f è la frequenza della corrente elettrica (in Europa 50 Hz in USA 60 Hz) e p è il numero di coppie polari del motore. Frequentemente sono disponibili motori a 2, 4, 6, 8 poli (1, 2, 3, 4 coppie polari) di conseguenza le velocità di rotazione tipiche a 50 Hz sono: 3000 rpm, 1500 rpm, 1000 rpm,750 rpm.

### Esempi numerici
- Un lettore di CD Audio legge i dati a velocità costante (circa 1,4 Mb/s ovvero 175 kB/s) e quindi devono variare la velocità di rotazione da 480 giri/min
- I lettori DVD allo stesso modo leggono i dati a velocità costante, quindi variano la velocità di rotazione da 1 530 giri/min
- I lettori per floppy disk ruotavano a velocità costante di 300 giri/min o occasionalmente 360 giri/min con una densità di dati costante, che era facile ed economico da implementare sebbene inefficiente. Alcuni modelli come quelli usati dai vecchi computer Apple (Lisa, Macintosh, Apple II) erano più complessi e usavano velocità di rotazione variabili per immagazzinare più dati.[9]
- I moderni motori per autoveicolo operano tipicamente attorno 2 000 ÷ 3 000 giri/min a velocità di crociera, attorno ai 750 ÷ 900 giri/min al minimo (a folle), e come limite superiore da 4 500 giri/min a 10 000 giri/min per una vettura stradale e attorno ai 20 000 giri/min per i motori di vetture da competizione come quella di Formula 1 (attualmente limitato a 15 000 giri/min).[10]
- Un motore di un gruppo turbogas ruota a decine di migliaia di giri al minuto. Le turbine di aereo JetCat sono capaci di superare i 100 000 giri/min con picchi di 165 000 giri/min.[11]
- Una centrifuga Zippe per l'arricchimento dell'uranio ruota a 90 000 giri/min ed oltre.[12]
- I sistemi basati su batterie a volano lavorano nell'intervallo di 60 000 ÷ 200 000 giri/min usando un rotore a sospensione magnetica all'interno di una camera a vuoto.[13]
- La velocità di rotazione dei flagelli dei batteri è stata misurata pari a 10 200 giri/min per Salmonella typhimurium, 16 200 giri/min per Escherichia coli, e fino a 102 000 giri/min per il flagello polare di Vibrio alginolyticus, che gli permette di muoversi nelle condizioni del proprio ambiente naturale a velocità massime di 540 mm/h.[14]